# Savilia Blunk
Savilia Blunk (* 30. Mai 1999 in Santa Rosa) ist eine US-amerikanische Cross-Country-Mountainbikerin.

## Sportlicher Werdegang
Blunk kam in Santa Rosa zur Welt und wuchs nicht weit davon in Inverness auf. Mit dem Mountainbiken begann sie im Alter von 11 Jahren. 2017 und 2018 gewann sie die US-Meisterschaften im olympischen Cross-Country (XCO) als Juniorin bzw. in der U23.
Nach einer Karriere-Unterbrechung 2020 infolge der Corona-Pandemie machte sie ab 2021 zusehends auf sich aufmerksam: 2021 war sie U23-Meisterin auf Landes- und Kontinental-Ebene, mit der Staffel gewann sie Medaillen bei Welt- und Panamerika-Meisterschaften. Auch im Shorttrack (XCC) gewann sie die US-Meisterschaften.
Ab 2022 fuhr sie altersbedingt in der Elite und wurde auf Anhieb Landesmeisterin im XCO. 2023 holte sie bei den Landesmeisterschaften das Double aus XCO und XCC. Bei den Mountainbike-Weltmeisterschaften 2023 landete sie auf dem 10. Platz. Im Weltcup erzielte sie 2022 mit dem sechsten Platz in Snowshoe Mountain erstmals ein Top-10-Ergebnis, bei der Auftaktveranstaltung des Weltcups 2024 in Mairiporã mit dem zweiten Platz ihr vorerst bestes Ergebnis. Im olympischen Mountainbikerennen 2024 kam sie auf den zwölften Platz.

## Erfolge
2017
 US-amerikanische Meisterin – XCO (Junioren)
2018
 US-amerikanische Meisterin – XCO (U23)
2021
 Panamerika-Meisterin – XCO (U23), Staffel
 US-amerikanische Meisterin – XCO (U23), XCC
 Weltmeisterschaften – Staffel
2022
 US-amerikanische Meisterin – XCO
2023
 US-amerikanische Meisterin – XCO, XCC